# Doktor Faustus
Doktor Faustus je nemški roman pisatelja Thomasa Manna, ki je bil prvič objavljen leta 1947, kot Doktor Faustus: Das Leben des deutschen Tonsetzers Adrian Leverkühn, erzählt von einem Freunde ("Doktor Faustus: Življenje nemškega skladatelja Adriana Leverkühna po besedah prijatelja").

## Oris
Roman je ponovna ubeseditev legende Fausta, umeščene v prvi polovici 20. stoletja v nemirni Nemčiji. Zgodba opisuje izmišljeno življenje skladatelja Adriana Leverkühna. Pripovedovalec je njegov prijatelj Serenus Zeitblom, ki piše v Nemčiji med letoma 1943 in 1946.
Leverkühnov izredni razum in ustvarjalnost ga že kot mladeniča usmerjajo proti uspešnem življenju, a sam hlepi po resnični zgodovinski veličini. Tako se zaveže kupčiji: namenoma se okuži s sifilisom, kar poglobi njegov pogled in umetniški navdih, a se zato v določeni meri prepusti norosti. Kasneje ga obišče prikazen hudiča, pojava, ki sama sebe objasni "da me lahko vidiš le, ker si nor, ne pomeni, da v resnici ne obstajam"), kjer opravita dejansko kupčijo. Skladatelj se odpove ljubezni za 24 let genija. Njegova norost – njegov demonski navdih – vodi do izredne glasbene ustvarjalnosti (vzporednica Arnold Schoenberg).
Leverkühnova zadnja leta so prepredena z obsedenostjo s temami Apokalipse in Poslednje sodbe. Ob stopnjujoči se bolezni skliče svoje najbližnje prijatelje in opiše svoj pakt, nakar dokončno izgubi sposobnost razumne komunikacije. Roman je kritičen tako do romantičnega pogleda na umetnika, družbe nacistične Nemčije, srednjeveških legend, a hkrati vsem tem temam prepušča veliko veljave kot del nacionalnega duha. 
Ker zgodbo pripoveduje prijatelj, je opisovanje umetniške strasti brutalno objektivizirano, kar še posebej velja proti koncu, ko je pojava umetnika pootročen ostareli umetnik prepuščen skrbi v luči njegove norosti. Zaradi kompleksnosti romana so možne številne interpretacije.